# Basen Akwitański
Basen Akwitański – kraina na ogół nizinna w południowo-zachodniej Francji.
Jest ona położona w dorzeczu Garonny, między Pirenejami i Masywem Centralnym nad Zatoką Biskajską.